# گروسفانر
گروسفانر (به آلمانی: Großfahner) یک شهر در آلمان است که در گوتا واقع شده‌است. گروسفانر ۸۸۸ نفر جمعیت دارد.